# Championnats de France de natation en eau libre 2023
Navigation
Canet-en-Roussillon 2022 Compiègne 2024
Les Championnats de France de natation en eau libre 2023 ont lieu à Dunkerque du 23 au 25 juin 2023.
Cette année, il n'y a pas eu d'épreuve de 25 km et l'épreuve de relais mixte passe à 4 × 1 500 m à la place du 4 × 1 250 m habituel.

## Podiums

### Hommes
| Épreuves | Or                   | Or                 | Argent        | Argent             | Bronze            | Bronze             |
| -------- | -------------------- | ------------------ | ------------- | ------------------ | ----------------- | ------------------ |
| 5 km     | Marc-Antoine Olivier | 54 min 05 s 33     | Jules Wallart | 54 min 07 s 71     | Enzo Roldan Munoz | 54 min 19 s 73     |
| 10 km    | Marc-Antoine Olivier | 1 h 50 min 36 s 50 | Fares Zitouni | 1 h 50 min 44 s 05 | Jules Wallart     | 1 h 50 min 51 s 22 |

### Femmes
| Épreuves | Or               | Or                 | Argent        | Argent             | Bronze              | Bronze             |
| -------- | ---------------- | ------------------ | ------------- | ------------------ | ------------------- | ------------------ |
| 5 km     | Caroline Jouisse | 58 min 23 s 74     | Lara Grangeon | 58 min 26 s 28     | Inès Delacroix      | 58 min 51 s 75     |
| 10 km    | Caroline Jouisse | 1 h 58 min 18 s 57 | Lara Grangeon | 1 h 58 min 26 s 46 | Clémence Coccordano | 2 h 00 min 29 s 94 |

### Mixte
| Épreuves           | Or                                                                        | Or                | Argent                                                                                | Argent            | Bronze                                                          | Bronze            |
| ------------------ | ------------------------------------------------------------------------- | ----------------- | ------------------------------------------------------------------------------------- | ----------------- | --------------------------------------------------------------- | ----------------- |
| Relais 4 × 1 500 m | AAS Sarcelles Caroline Jouisse Lara Grangeon Ethan Parker Marcel Schouten | 1 h 6 min 11 s 04 | Lille Métropole Clémence Coccordano Giulia Ravier Fares Zitouni Jean-Baptiste Clusman | 1 h 6 min 32 s 84 | CN Brest Lean Cabon Inès Delacroix Julien Pichot Elouan Gilbert | 1 h 6 min 41 s 85 |